# Mitracarpus flagellatus
Mitracarpus flagellatus är en måreväxtart som beskrevs av Dimitri Sucre Benjamin. Mitracarpus flagellatus ingår i släktet Mitracarpus och familjen måreväxter. Inga underarter finns listade i Catalogue of Life.